# Kašna Terezka
Kašna s alegorickou sochou Vltavy, nazývaná také Kašna Terezka, je kašna se sochou mladé dívky od sochaře Václava Prachnera zhotovená podle návrhu Josefa Berglera. Od roku 1812 se nachází na jižní straně Mariánského náměstí ve zdi Clam-Gallasova paláce na Starém Městě v Praze. Na jejím místě stál do roku 1791 kostel Panny Marie Na louži.

## Popis a historie

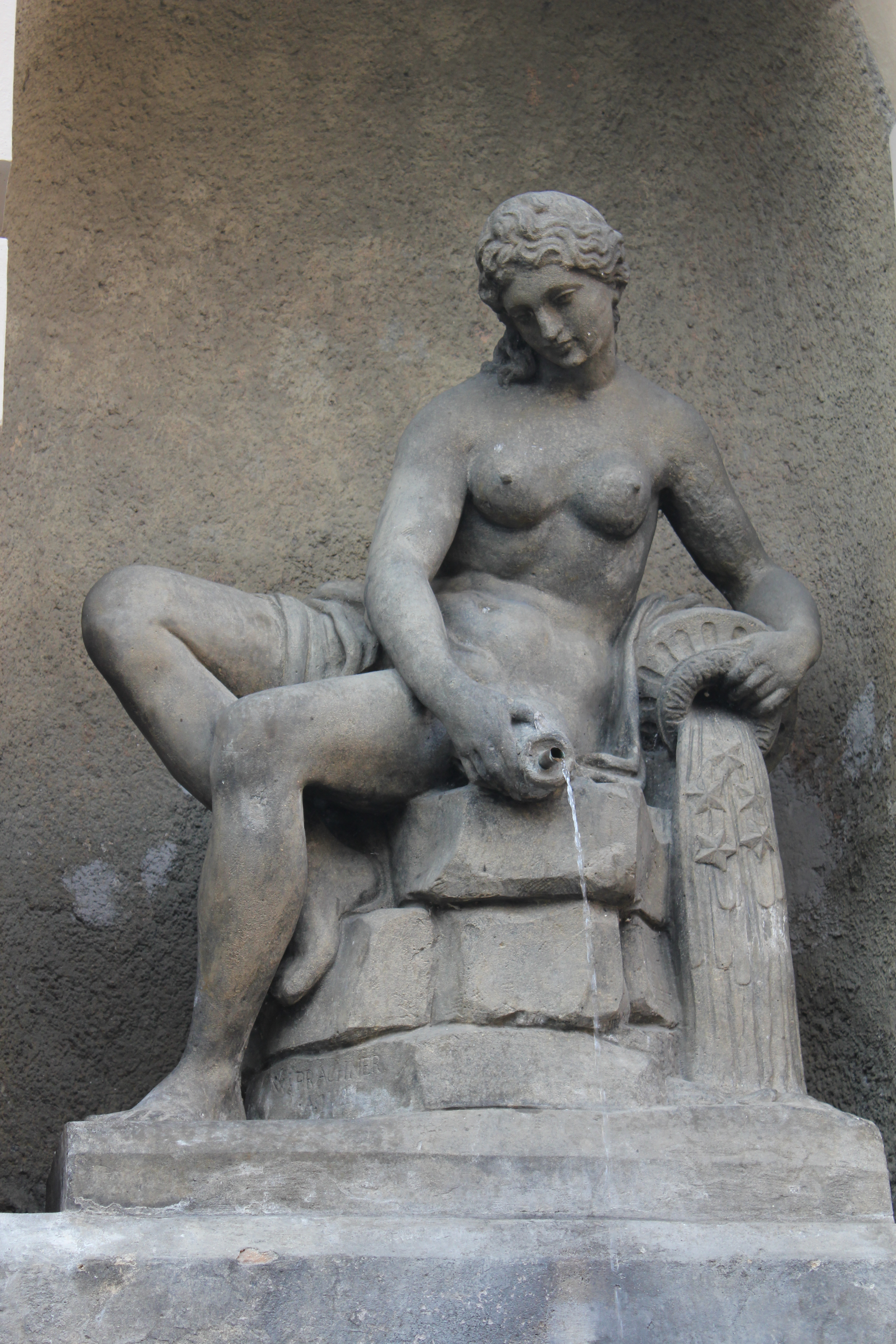
Detail sochy

Sedící dívka drží dva džbánky. Z nádoby v její pravé ruce vytéká voda do kašny, v levé ruce je zobrazena větší nádoba s proudem vody, jež alegoricky symbolizuje řeku Vltavu s pěti hvězdičkami připomínajícími legendu o českém světci Janu Nepomuckém svrženém z Karlova mostu do řeky.
Pražané si tuto kašnu velice oblíbili a soše začali říkat podomácku Terezka, snad podle hezké dívky, která sem prý kdysi chodívala pro vodu.
Kašna byla velice populární a byla několikrát poškozena a následně opravována. Od roku 1953, kdy proběhla její poslední rekonstrukce, je zde umístěna její pískovcová kopie, originál je uložen v depozitáři Národní galerie.
Ke kašně se také váže několik pražských historek a pověstí.